# تنظير الكلية
تَنظير الكُلية (بالإنجليزية: Nephroscopy)‏ هوَ فَحص منظاري داخِلي للكلية، وَقد أُجريَ هذا التَنظير للمرة الأولى عن طَريق الجِلد في عام 1941.